# Tetragoniceps brevicauda
Tetragoniceps brevicauda är en kräftdjursart som beskrevs av T. Scott 1900. Tetragoniceps brevicauda ingår i släktet Tetragoniceps och familjen Tetragonicipitidae. Inga underarter finns listade i Catalogue of Life.